# Borbély László (politikus)
Borbély László (Marosvásárhely, 1954. március 26. –) közgazdász, erdélyi magyar politikus, parlamenti képviselő, 2004-2008 között Románia közmunkaügyi és területrendezési minisztere, 2008-ban az RMDSZ marosvásárhelyi polgármesterjelöltje. A 2009–2012 között környezetvédelmi miniszter.

## Életrajz
1973-ban érettségizett a marosvásárhelyi Bolyai Farkas Elméleti Líceumban, majd 1977-ben elvégezte a temesvári Közgazdaság-tudományi Egyetem Ipargazdasági szakát. Az egyetem befejezése után 1994-ben a bukaresti Közgazdaságtudományi Egyetemen részesült még képzésekben.

### Munkahelyei
- közgazdász, Republica, Szászrégen (1977–1979)
- közgazdász, DJATM, Marosvásárhely (1979–1984)
- kereskedelmi osztályvezető, ICRA Marosvásárhely (1984–1988)
- közgazdász, ICRM Marosvásárhely (1988–1990)
- osztályvezető, ICMM Marosvásárhely (1990)
- alelnök, városi Ideiglenes Nemzeti Egységtanács (CPUN), Marosvásárhely (1990)
- RMDSZ parlamenti képviselő, Maros megye (1990–1996)
- államtitkár, Területrendezési és Közmunkaügyi Minisztérium (1997–2000)
- RMDSZ parlamenti képviselő, Maros megye, háznagy (2000–2004)
- 2008–2012 parlamenti képviselő

## Politikai tevékenysége
2004 és 2007 között a Popescu-Tăriceanu-kabinet közmunkával és területfejlesztéssel megbízott tárca nélküli minisztere. Markó Bélával mint a művelődési, oktatási és európai integrációs tevékenységeket felügyelő miniszterelnök-helyettessel – aki egyben az RMDSZ elnöke is volt – 2006-ban több programot indítottak el az infrastruktúra fejlesztésére, a közutak felújítására, illetve a tömbházlakások szigetelésére és felújítására. Ez a programegyüttes egész Romániára kiterjedt, de Erdély magyar lakta területei a többi régióval szemben nagyobb figyelmet kaptak.
A 2007 áprilisában átalakított kormányban megkapta a Fejlesztési, Közmunkaügyi és Lakásügyi Minisztériumot, melyet – a korábban Anca Boagiu vezette – Európai Integrációs Minisztérium és a közmunkával és területfejlesztéssel megbízott tárca nélküli miniszteri feladatok összevonásával hoztak létre.
2008-ban indult Marosvásárhely polgármesteri tisztségért, de alulmaradt a harmadszor induló Dorin Florea polgármesterrel szemben. Ugyanazon év őszén, az első uninominális parlamenti választásokon ismét szerzett egy képviselői mandátumot a 2008-2012-es törvényhozásba, amikor az első fordulóban elérte a szükséges 50%+1 szavazatot.
2009 decemberében – miután az RMDSZ kivált az ellenzéki egységből és megállapodott a Demokrata Liberális Párttal – megkapta a környezetvédelmi és erdészeti miniszteri tárcát a második Boc-kormányban, melyet a 2012 februárjában újonnan megalakuló Ungureanu-kormányban is megtarthatott.

### A Borbély-ügy
2011 júliusában a nagyváradi korrupcióellenes ügyészek kihallgatták Borbély feleségét és anyatársát. Ezt követően 2012 áprilisában a román Országos Korrupcióellenes Ügyészség (románul Direcția Națională Anticorupție, DNA) vizsgálatot kezdeményezett ellene befolyással való üzérkedés és hamis vagyonnyilatkozat-tétel miatt, ezért lemondott. A politikus visszautasította a vádakat. Nem indult ellene vádemelés, mert a képviselőház nem szavazta meg mentelmi jogának a megvonását. 2016-ban a nagyváradi táblabíróság két és fél év börtönbüntetésre ítélte azt a két vállalkozót, akik a vád szerint lakásfelújítással vásárolták meg Borbély László befolyását. Szintén két és fél év börtönbüntetést kapott Szepessy Szabolcs, a miniszter volt tanácsadója, vesztegetésben való részvétel miatt.
Az ügyet azután is többször újra elővették. 2017-ben Laura Codruța Kövesi, a  korrupcióellenes ügyészség akkori vezetője, a GRECO (Európa Tanács korrupcióellenes szervezete) strasbourgi konferenciáján, többek között kifogásolta, hogy a mentelmi jog mögé bújva Borbély megúszta a vádemelést.

## Családja
Felesége Borbély Melinda újságíró, aki 2011-ben a Marosvásárhelyi Regionális Rádióstúdió igazgatóhelyettese és a Román rádiótársaság (SRR) kisebbségi műsorokért felelős főtitkára volt.